# RWBY
《RWBY》(루비)는 몬티 옴이 기획하고 영상음향회사 루스터 티스가 제작한 성인용 컴퓨터 애니메이션 웹 시리즈이다. 제목 'RWBY'는 4명의 주인공 루비(Ruby), 와이스(Weiss), 블레이크(Blake), 양(Yang)의 이름과 그들을 상징하는 색상(빨강, 하양, 검정, 노랑)에서 따왔다.
2013년 7월, 홍보용 트레일러를 선공개한 후 루스터 티스 행사 RTX에서 첫 화를 시연하고 직후에 자사의 웹사이트를 통해 최초로 공개됐다. 이후 에피소드들은 주간 간격으로 먼저 루스터 티스 구독자에게 제공하고 일주일 후에 유튜브에 공개하는 식으로 방영됐다. 첫 번째 시즌이 입소문을 통해 유행을 타면서 2014년 7월 두 번째 시즌에 해당하는 '볼륨 2'가 공개됐다. 시리즈 기획자 몬티 옴은 세 번째 시즌이 제작중이었던 2015년에 사망했는데, 루스터 티스의 나머지 제작진이 계속해서 시리즈 제작하는 것으로 결정했다.
2022년 3월 기준으로 총 여덟 개의 볼륨이 방영됐다.

## 출연진 및 등장인물

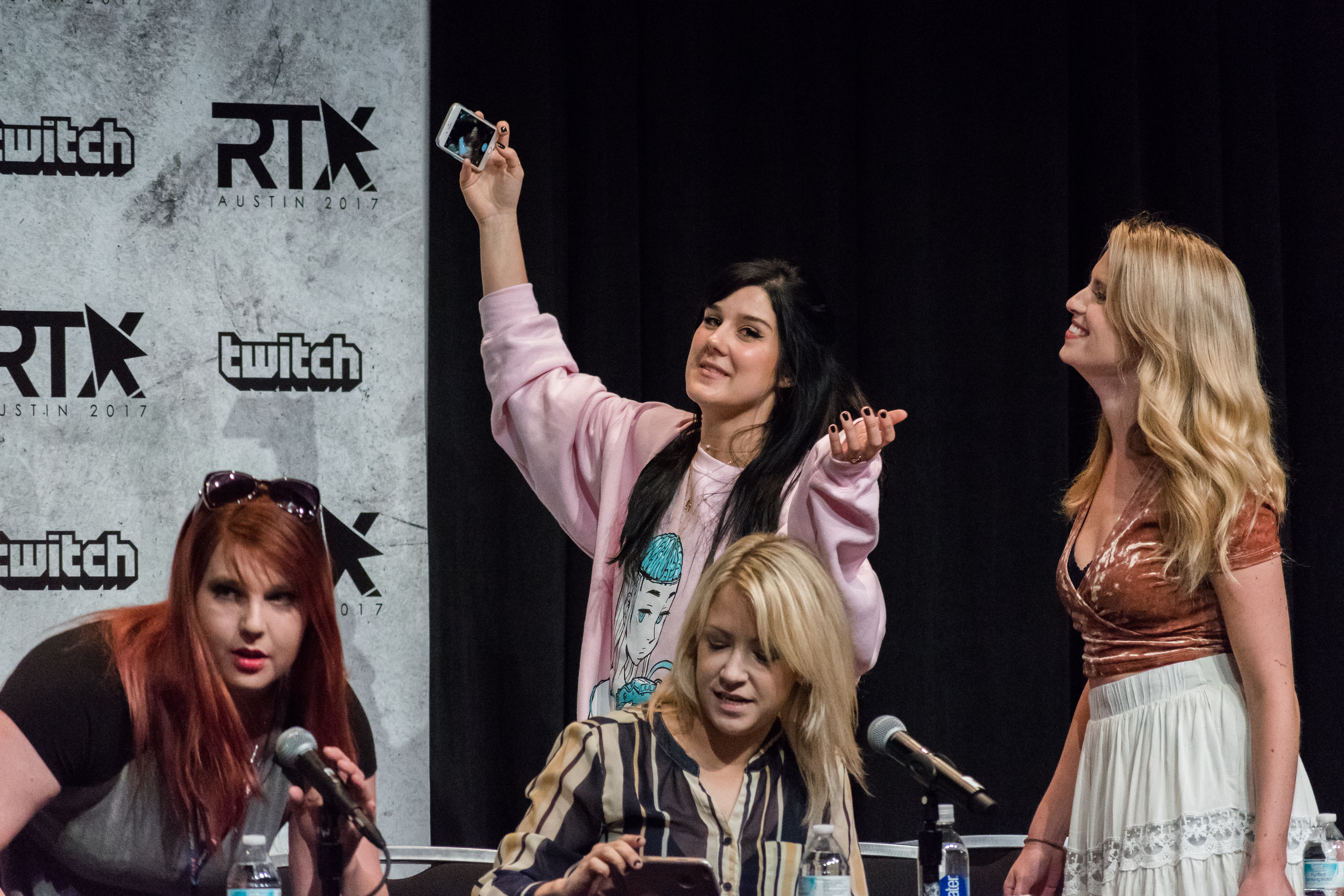
2017년 행사 RTX에서의 주연 성우 린제이 존스, 카라 에버를, 에린 젝과 바바라 던켈만

- 린제이 존스 – 루비 로즈 역
- 카라 에버를 – 와이스 슈니 역
- 에린 젝 – 블레이크 벨라도나 역
- 바바라 던켈만 – 양 샤오롱 역
- 마일즈 루나 – 존 아크 역
- 서맨사 아일랜드 – 노라 발키리 역
- 젠 브라운 – 피라 니코스 역
- 제시카 니그리 – 신더 폴

## 기타 매체
2017년 에볼루션 챔피언십 시리즈 게임 행사에서 아크 시스템 웍스의 신작 《블레이블루: 크로스 태그 배틀》에서 《블레이블루》, 《페르소나 4 아레나》, 《언더 나이트 인버스》와 함께 《RWBY》의 인물들이 등장할 것이라고 발표했다.

## TV 애니메이션

### The Beginning
개요에서 전술한 바와 같이 Volume1부터 Volume3까지의 일본어 더빙판을 특별 편집한 버전이 《RWBY Volume1-3: The Beginning》이라는 제목으로 2017년 7월부터 총 13화 방송되었다. 방송에 앞서 인터넷 전송 사이트 아베마 TV가 지상파에 앞서 방송한다.

### 빙설제국
《RWBY 빙설제국》(일본어: RWBY 氷雪帝国)의 타이틀로 2022년 7월부터 9월까지 도쿄 MX 외에서 방송.
〈Team RWBY Project〉의 일환으로 일본 스태프가 중심이 되어 제작되는 시리즈가 된다. 미디어 믹스로서, 수에카네 쿠미코가 〈월간 코믹 전격 대왕〉(KADOKAWA)에서 행해지는 것이 고지되어, 2022년 8월호부터 연재 중.

## 참조

### 내용주
1. ↑  볼륨 3부터 디렉터 역할을 맡고 볼륨 7부터는 감독 디렉터도 겸함.
2. 1 2 3  볼륨 7부터 디렉터 역할 담당.